# 熊本市流通情報会館
熊本市流通情報会館（くまもとしりゅうつうじょうほうかいかん）は、熊本県熊本市南区流通団地にあるコンベンション・センターである。管理は熊本流通団地協同組合が行っている。

## 沿革
- 1988年3月　熊本市流通団地1丁目に熊本市流通情報会館を着工する。
- 1989年3月　同会館を竣工。
- 1989年4月　同会館の落成、開所する。
- 2005年4月　同会館の指定管理者を熊本流通団地協同組合に委託。

## 施設

### 概要
南側の事務棟（6階建て）と展示棟、エントランスホールで成り立っている。
エントランスには、共に熊本出身の芸術家のオブジェがある。
壁画：岩田恒介『天象』
モニュメント：鷹尾俊一『連生』
開館時間
8:00 - 22:10
休館日
毎月第1・第3月曜日（月曜が振替休日の場合は別日に休館）
毎年12月29日から1月3日まで

#### 事務棟
1階
- 会館事務室、常設展示コーナー

2階
- 多目的ルーム（※研修室等にも使用可能）、ギャラリーコーナー
- 熊本流通団地協同組合（入居機関）

3階・4階
- 株式会社熊本流通情報センター（入居機関）

5階
- 第1研修室（定員100名）、第2研修室（定員60名）、第3研修室（定員24名）

6階
- 第4研修室（定員16名）、第5研修室(定員24名)、第6研修室(定員24名)、パソコン研修室(定員18名）

※ 地下階は機械室・受水槽室など

#### 展示棟
展示ホール
- 36m×30m（1,080m2）、天井高約5.9mの展示ホール。2分割に使用が可能。
  - 元々は熊本の地場企業等の流通の促進を図るための展示会（見本市）などのイベントスペースで活用してたが、近年はコミックマーケットやプロレス等の多種会場としても活用されている。

#### 駐車場
- 展示棟地下駐車場（地下駐輪場）
  - 30台収容（※但し車高が2m以上は使用不能）
  - 駐輪場も約40台収容
- 事務棟南側駐車場
  - 40台収容
- 第2駐車場
  - 150台収容

※流通情報会館の駐車場は無料だが3箇所併せても220台しか収容できない、しかも近隣にも駐車場としては済生会熊本病院の有料駐車場しかない。

## 交通アクセス

### バス路線
｢流通団地｣バス停下車
- 桜町BT（1・2のりば）
  - 熊本都市バス
    - 流通団地線（南4 下通筋経由「野越団地」系統、南6[1] 辛島町経由「済生会病院」系統）

  - 熊本バス
    - 流通団地線（南11 平成町経由「御幸病院」系統）
- 桜町BT（2のりば）発熊本駅前（2番のりば）経由
  - 熊本都市バス
    - 流通団地線（西3 「熊本中央病院」系統）

### 鉄道
- 最寄駅は平成駅（JR九州豊肥本線）

### 道路
- 九州自動車道
  - 熊本ICから車で約40分
  - 益城熊本空港ICから約30分
  - 御船ICから車で約25分
  - 松橋ICから車で約40分

## 周辺
- 熊本市南区役所幸田総合出張所（旧・幸田市民センター）
- 済生会熊本病院
- 御幸中央公園
- 熊本市消防局 南消防署本庁

会館周辺等に関しては流通団地を参照。